# Dorysthetus peruvianus
Dorysthetus peruvianus är en skalbaggsart som beskrevs av Ohaus 1905. Dorysthetus peruvianus ingår i släktet Dorysthetus och familjen Rutelidae. Inga underarter finns listade i Catalogue of Life.